# Thamnidium elegans
Thamnidium elegans är en svampart som beskrevs av Link 1809. Thamnidium elegans ingår i släktet Thamnidium och familjen Mucoraceae.   Inga underarter finns listade i Catalogue of Life.